# Lebanon Hospital
Het Lebanon Hospital was tot 1962 een privaat ziekenhuis in The Bronx, een van de stadsdelen van de Amerikaanse stad New York. Het ziekenhuis werd in 1890 opgericht en werd geopend in 1893. In die tijd was er in The Bronx een tekort aan ziekenhuizen. Een bewoner van The Bronx, Jonas Weil, had moeite een vriend van hem in een ziekenhuis op te laten nemen. Hij richtte daarom een vereniging op en doneerde aan die vereniging een bedrag van 10.175 dollar. Na deze en andere donaties werd het ziekenhuis opgericht. Het Lebanon Hospital bevond zich op de hoek van Westchester Avenue en 150th Street in een gebouw dat voorheen een klooster van de Ursulinen was. Het ziekenhuis telde destijds 50 bedden en was bedoeld voor Joodse immigranten. In 1894 werd er een verpleegkundige school aan het ziekenhuis toegevoegd.
In 1946 werd het ziekenhuis verplaatst naar een grotere locatie met 205 bedden aan de Grand Concourse tussen de Mount Eden Parkway en East 173rd Street. Tot 1946 werd deze locatie gebruikt door het leger. Eind jaren 50 besloot het Lebanon Hospital met het Bronx Hospital werknemers en materieel te delen voor betere zorg. In 1962 fuseerden beide ziekenhuizen tot het Bronx-Lebanon Hospital Center, dat zich bevindt op de locatie waar het Lebanon Hospital zich bevond.